# Mario Belli Pino
Mario Belli Pino (* 19. Dezember 1956 in Lima) ist ein peruanischer Schachspieler und -lehrer.
Studiert hat er an der Universidad Nacional Mayor de San Marcos (UNMSM) in Lima.
Seinen ersten schachlichen Auftritt hatte er erst im Alter von 15 Jahren 1972 bei einem Schulturnier. Bei der peruanischen Einzelmeisterschaft 1985 in Lima wurde er Dritter. Seit 1994 trägt er den Titel Internationaler Meister, den er für sein Ergebnis von 8 Punkten aus 13 Partien bei der Schacholympiade 1994 in Moskau verliehen bekam. 1998 gewann er die peruanische Einzelmeisterschaft, 2002 in Lima belegte er den zweiten Platz.
Mit der peruanischen Nationalmannschaft nahm er an sechs Schacholympiaden teil (1988 und 1994 bis 2002) mit einem positiven Gesamtergebnis von 36,5 Punkten aus 64 Schachpartien (+26 =21 −17). Außerdem nahm er mit Peru 1985 an der panamerikanischen Mannschaftsmeisterschaft in Cascavel teil.
Seine Elo-Zahl beträgt 2385 (Stand: Dezember 2023). Er läge damit auf dem 15. Platz der peruanischen Elo-Rangliste, ist aber inaktiv, da er seit einem Turnier in Lima im Februar 2017 keine Elo-gewertete Schachpartie mehr gespielt hat. Seine höchste Elo-Zahl war 2430 von Juli 1995 bis Juni 1996.